# فيفيان فاين
فيفيان فاين (بالإنجليزية: Vivian Fine)‏ هي ملحنة أمريكية، ولدت في 28 ديسمبر 1913 في شيكاغو في الولايات المتحدة، وتوفيت في 20 مارس 2000 في بينينغتون في الولايات المتحدة.

## وصلات خارجية
- فيفيان فاين على موقع ميوزك برينز (الإنجليزية)
- فيفيان فاين على موقع قاعدة بيانات برودواي على الإنترنت (الإنجليزية)
- فيفيان فاين على موقع إن إن دي بي (الإنجليزية)